# Captazione termica
La captazione termica si riferisce alle tecniche passive di costruzione di un edificio, che utilizzano materiali isolanti al fine di ottimizzare le condizioni termiche interne di una costruzione.

## Meccanismi
La captazione termica utilizza i tre principali meccanismi dell'isolamento termico:
- riflessione del calore: cioè la possibilità di riflettere il calore attraverso l'irraggiamento; la velocità con la quale avviene la riflessione del calore dipende da alcune particolari proprietà delle superfici dei materiali da costruzione, che sono: l'assorbanza, l'emittanza e la riflettanza;
- resistenza termica: controlla la velocità alla quale il calore attraversa il materiale; nel caso di un materiale con elevata resistenza termica, il calore viene trasmesso più lentamente (cioè è più isolante), mentre nel caso di un materiale con bassa resistenza termica, il calore viene trasmesso più velocemente (cioè è meno isolante); essendo l'aria ferma (cioè in assenza di moti convettivi) un materiale con elevata resistenza termica, è possibile aumentare la resistenza termica di un elemento costruttivo usando materiali porosi o prevedendo dei cuscinetti d'aria;
- capacità termica: è una misura della quantità di energia termica che può essere accumulata da un materiale; i materiali dotati di un'elevata capacità termica mantengono al loro interno un quantitativo di energia termica maggiore, per cui la loro temperatura varia più lentamente, mentre i materiali dotati di una bassa capacità termica mantengono al loro interno un quantitativo di energia termica minore, per cui la loro temperatura varia più velocemente.

## Classificazione
I sistemi di captazione termica possono essere classificati in:
- sistemi a captazione semidiretta
- sistemi a captazione indiretta
- sistemi a captazione indipendente
- sistemi ad accumulo.

### Sistemi a captazione semidiretta
Questa tecnica utilizza delle zone filtro tra l'ambiente interno ed esterno, come serre e logge. In tale zone il calore  viene filtrato e distribuito in tempi parzialmente controllabili. Si possono usare degli accumulatore di calore, o dei dispositivi, quali oscuramenti per ottimizzare le prestazioni.

### Sistemi a captazione indiretta
In questi sistemi la radiazione solare non entra direttamente nell'edificio, ma esistono zone di filtro in cui il calore viene accumulato, come un muro con elevata massa o capacità termica, con la funzione di accumulatore di calore, che con inerzia termica rilascia calore in tempi diversi, oppure che tramite delle bocchette di trasmissione c'è di controllare direttamente tale flusso. Inoltre è possibile che queste serre siano dotate di sistemi di oscuramento che possano creare zone di ombra e durante periodo caldi funzionino come schermature solari. I sistemi a captazione indiretta più comuni sono il muro solare e la copertura solare.

#### Muro solare
Questa soluzione prevede un controllo del flusso di calore. Una soluzione prevede l'installazione di un muro ad elevata massa, separato dall'esterno tramite una camera d'aria che lo separa da una vetrata oscurata; una sua variante prevede che nella camera d'aria siano installati dei comparti d'acqua. Una soluzione similare prevede l'installazione di un muro non troppo massivo, con uno strato di isolante termico interno, assieme all'installazione di bocchette d'aria, controllabili direttamente dall'uomo, dove il calore rimane esterno all'abitazione e viene trasmesso all'interno solo quando viene deciso di farlo entrare. Una soluzione più diffusa è il muro di Trombe-Michel, che utilizza una facciata ventilata e ventilante.

### Sistemi a captazione indipendente
In questo sistema il calore viene trasmesso tramite condotte in cui l'aria o l'acqua accumulano calore trasmettendolo in altre zone. Una tecnica di costruzione che utilizza questo sistema è il camino solare.

#### Camino solare
In questo sistema costruttivo l'aria calda accumulate nell'intercapedine di una parete vetrata, tramite condotti viene trasmessa in condotti che hanno funzione di accumulatori e di vettori. Un sistema consolidato è il Barra-Costantini.

### Sistemi ad accumulo
Questo sistema sfrutta la massa degli elementi costruttivi che vengono utilizzati come stabilizzatori della temperatura interna. I più comuni sono i sistemi per interramento e gli accumulatori interni.

#### Sistemi per interramento
Questi sistemi sono spesso quantificabili rispetto alla profondità. Si può valutare che il calore sia trasmesso per inerzia termica a distanza di un giorno, utilizzando uno spessore di pochi centimetri, di qualche giorno con un metro di profondità, arrivando fino ad una considerazione di tempo annuale con una profondità di circa 5 m. Possono venire usati come accumulatori vespai o cantine.

#### Accumulatori interni
Questi sistemi utilizzano grandi serbatoi a capacità termica, come tamponamento interni ad elevata massa o serbatoi d'acqua, che dopo aver accumulato calore lo rilasciano negli ambienti quando vi è necessità.